# Georg Henrik Johan af Trolle
Georg Henrik Johan af Trolle, född 4 juli 1764 i Karlskrona, död 30 november 1824 i Stockholm, var en svensk militär och guvernör. Mellan 1795 och 1801 var af Trolle guvernör över kolonin Svenska S:t Barthélemy.

## Biografi

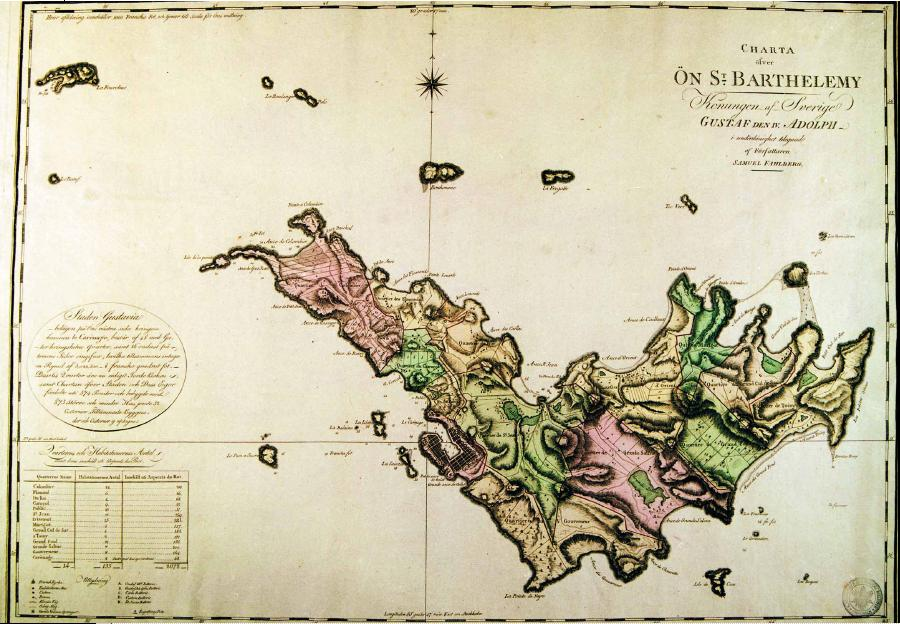
Svenska S:t Barthélemy 1784-1878

af Trolle föddes som tredje  barn till Johan af Trolle (1734–1791) och dennes första hustru Juliana Sidonia Faber. af Trolle inträdde i Arméns flotta där han först blev sergeant, 1780 underlöjtnant, 1789 löjtnant och 1794 kapten. Senare förflyttades af Trolle till Saint-Barthélemy.
Den 15 november 1795 utnämndes af Trolle till guvernör över Svenska S:t Barthélemy, han innehade ämbetet till januari 1801.Under guvernörstiden blev han utnämnd till major i flottorna 1800.  
Den 3 april 1798 gifte sig af Trolle med Marie Anne Andrée Aimée Désirée de Flavigny i Sofia Magdalenakyrkan på S:t Barthélemy. Paret fick senare en dotter.
Efter perioden som guvernör lämnade af Trolle S:t Barthélemy och återtog sin tjänstgöring i Sverige där han sedan var artillerimajor på Skeppsholmen och 1818 befordrades till överstelöjtnant. Under denna tid utnämndes han även till riddare av Svärdsorden  och erhöll under kriget mot Norge 1814 guldmedalj för tapperhet i fält. 1824 blev af Trolle chef för flottans volontärkompani.
af Trolle avled 1824 i Stockholm.